# 유선 통신
유선 통신(Wired communication)은 유선 기반 통신기술을 통한 데이터 전송이다. 예를 들면 공중 교환 전화망, 케이블 텔레비전, 인터넷 접속, 광통신 등이 있다. 대부분의 유선 네트워크는 이더넷 케이블을 사용하여 접속된 PC 간 데이터를 전송한다.
유선에 의존하지 않고 정보(음성 또는 데이터)를 전달하는 통신 기술은 무선 통신으로 간주되며 일반적으로 더 높은 레이턴시과 더 낮은 신뢰성을 보이는 것으로 간주된다.
오늘날 대부분의 무선 기술(장치나 서비스)의 법적 정의는 1934년 통신법에 정의된 유선 통신이다. 이를 통해 오늘날의 온라인에 해당하는 모든 것과 모든 무선 전화들이 유선 연결의 여부에 관계 없이 유선 통신을 사용할 수 있게 만들고 있다.